# Clipa (film)
Clipa este un film românesc din 1979 regizat de Gheorghe Vitanidis. Rolurile principale au fost interpretate de actorii Gheorghe Cozorici, Ion Dichiseanu, Violeta Andrei, Sebastian Papaiani și Emanoil Petruț. A intrat în concurs la a 11-a ediție a Festivalului Internațional de Film de la Moscova din august 1979.

## Distribuție
- Gheorghe Cozorici — Dumitru Dumitru, activist politic din perioada ilegalității, originar din satul Cireșu, prim-secretar al Comitetului Raional al PMR în anii 1950, ulterior prim-secretar al Comitetului Județean Vâlcea al PCR[2]
- Ion Dichiseanu — Tudor Cernat, inginer, director general al grupului industrial
- Violeta Andrei — Ruxandra Mărăcineanu, fiica avocatului Mărăcineanu, arhitectă renumită, șefă a proiectului de reconstrucție a centrului orașului
- Sebastian Papaiani — Petre („Petrică”) Nobilu, secretarul cu cadrele al Comitetului Raional al PMR în anii 1950, ulterior directorul unor mari uzine
- Emanoil Petruț — Dometie Mihalache, secretarul cu cadrele al Comitetului Raional al PMR în anii 1950, ulterior agent de asigurări la ADAS
- Mitică Popescu — Năiță Lucean, țăran colectivist din satul Cornul Caprei, deținut politic în lagărul de muncă, ulterior primar al comunei
- Leopoldina Bălănuță — Maria Nobilu, soția lui Petrică
- Rodica Tapalagă — Carmia Cernat, soția ing. Cernat
- Margareta Pogonat — Gena („Genica”), nevasta lui Năiță
- Fritz Dietz — milionarul octogenar american venit în vacanță în orașul Walkenburg din Olanda
- Vasile Nițulescu — tatăl lui Dumitru, țăran din Cireșu
- Olga Tudorache — sora lui Dumitru, țărancă din Cireșu
- Octavian Cotescu — Arvinte Panait, secretarul cu probleme economice al Comitetului Județean Vâlcea al PCR
- Valeria Seciu — țăranca tânără din Cireșu cu care vorbește Dumitru
- Constantin Rauțchi — „Himalaya”, legionarul cocoșat, deținut politic în lagărul de muncă
- Ion Marinescu — Aristide Mărăcineanu, avocat reacționar, condamnat la închisoare pe viață, tatăl Ruxandrei
- Alexandru Repan — membru al grupului de arhitecți condus de Ruxandra Mărăcineanu
- Ovidiu Moldovan — Petrescu, inginer tânăr, șef de compartiment la grupul industrial
- Ion Cojar — fostul prim-secretar al Comitetului Județean Vâlcea al PCR, activist politic pensionat
- Sandu Simionică — Vasile Vasile, secretarul organizației de partid a grupului industrial
- Corado Negreanu — filozoful, fost ministru, deținut politic în lagărul de muncă
- Ștefan Mihăilescu-Brăila — Bădeală, inginer bețiv, responsabilul pentru producerea avariei de la grupul industrial
- Dinu Ianculescu — Aristică Detoianu, activist P.C.R., președintele comisiei de anchetă a avariei
- Monica Ghiuță — secretara lui Dumitru
- Dumitru Furdui — Ochi-închiși, șoferul tov. Dumitru în anii 1950
- Liviu Rozorea — prim-secretarul Comitetului Regional al PMR în anii 1950
- Virgil Popovici
- Bob Călinescu
- Cornel Poenaru
- Petre Vasilescu — Vasile Stângă, directorul Bazei de strângere a cotelor, fost proiector (menționat Petrică Vasilescu)
- Dumitru Drăgan — secretarul cu cadrele al Comitetului Regional al PMR în anii 1950
- Eugenia Bosînceanu — țărancă din Cornul Caprei
- Jana Gorea — țărancă din Cornul Caprei
- Ica Matache — secretară a Comitetului Raional al PMR în anii 1950
- Margareta Pâslaru — țărancă din Cornul Caprei
- Elena Bog — țărancă din Cornul Caprei
- Anastasia Anghel
- Victoria Gheorghiu
- George Buznea
- Papil Panduru — țăran din Cornul Caprei
- Radu Dunăreanu
- Chiriță Misail — țăran din Cornul Caprei
- Dumitru Dumitru
- Florin Gheucă
- Constantin Dinescu
- Miron Murea
- Alexandru Lungu — maiorul, comandantul organelor de securitate ale raionului în anii 1950
- Traian Zecheru
- Sergiu Demetriad
- Mircea Cosma — șeful de cabinet al prim-secretarului Comitetului Raional al PMR din anii 1950
- Nicolae Dinică — Constantin Șirineasa, secretarul cu propaganda al Comitetului Județean Vâlcea al PCR
- Alexandru Mereuță — tovarășul de la sindicat
- George Vraca jr. (menționat George Vraca)
- Dumitru Dimitrie
- Alexandru Virgil Platon — aghiotantul regal, deținut politic în lagărul de muncă (menționat Virgil Platon)
- Vasile Florescu — activist PCR
- Mircea Crețu
- Nicolae Pomoje
- Cornelia Oseciuc — Raluca, fiica cea mare a lui Tudor Cernat
- Elena Dumitru
- Sanda Săraru — Dalia, fiica cea mică a lui Tudor Cernat
- Coni Fapas — Ioana, fiica lui Dumitru Dumitru
- Eugen Popescu — secretarul cu probleme organizatorice al Comitetului Județean Vâlcea al PCR (nemenționat)
- Virgil Ogășanu — șeful de cabinet al prim-secretarului Comitetului Județean Vâlcea al PCR (nemenționat)

## Producție
Filmările au avut loc în aprilie (în avans) și în vara anului 1978. Cheltuielile de producție s-au ridicat la 5.819.000 lei.

## Primire
Filmul a fost vizionat de 2.634.609 de spectatori în cinematografele din România, după cum atestă o situație a numărului de spectatori înregistrat de filmele românești de la data premierei și până la data de 31 decembrie 2014 alcătuită de Centrul Național al Cinematografiei.
1979 - ACIN - Premiile pentru regie, pentru interpretare masculină (Gheorghe Cozorici, Ion Dichiseanu) și pentru  muzică. 
Tudor Caranfil scrie despre acest film: Omagiind Epoca Ceaușescu, drama se constituie ca interminabil discurs despre o perpetua sărbătoare și este acompaniată de muzica lui Richard Oschanitzky (Premiul Acin).